# Alla Sizova
Alla Sizova, född 22 september 1939 i Moskva, död 24 november 2014 i Sankt Petersburg, var en rysk ballerina.
Sizova avlade examen vid Vaganovas balettskola 1958. Hon är mest känd för sitt arbete med Mariinskijbaletten.